# Camille Monet en su lecho de muerte
Camille Monet en su lecho de muerte es una pintura al óleo sobre lienzo de 90 x 68 cm realizada en 1879 por el pintor francés Claude Monet. Se conserva en el Museo de Orsay de París. 
La obra representa el cuerpo de la primera esposa de Monet, Camille Doncieux, muerta con treinta y dos años, probablemente por un cáncer pélvico, amortajada sobre su lecho de muerte, ocurrida el 5 de septiembre de 1879.
La obra es descrita por el propio Monet: "Una mañana, al alba me encontré junto al cabezal del lecho de una persona que me era muy querida y siempre lo será. Mis ojos estaban rígidamente fijos en el trágico momento y me sorprendí siguiendo la muerte en la sombra del colorido que deja en el rostro matices graduales. Tonos azules, amarillos, grises, lo que sea. A tal punto había llegado. Naturalmente, el deseo de mirar fijamente la imagen de quien nos dejó para siempre. Sin embargo, antes de que pensara en pintar los rasgos tan queridos y familiares, el cuerpo reaccionó automáticamente al choque de colores".
Monet conservó el cuadro toda la vida y nunca lo exhibió. 